# Aribo di Frisinga
Aribo di Frisinga, noto anche come Arbeo o Arbo (in tedesco Arbeo von Freising) (Merano, 723 – 4 maggio 784), è stato un vescovo, abate e scrittore tedesco, autore di opere in alto tedesco antico.

## Biografia

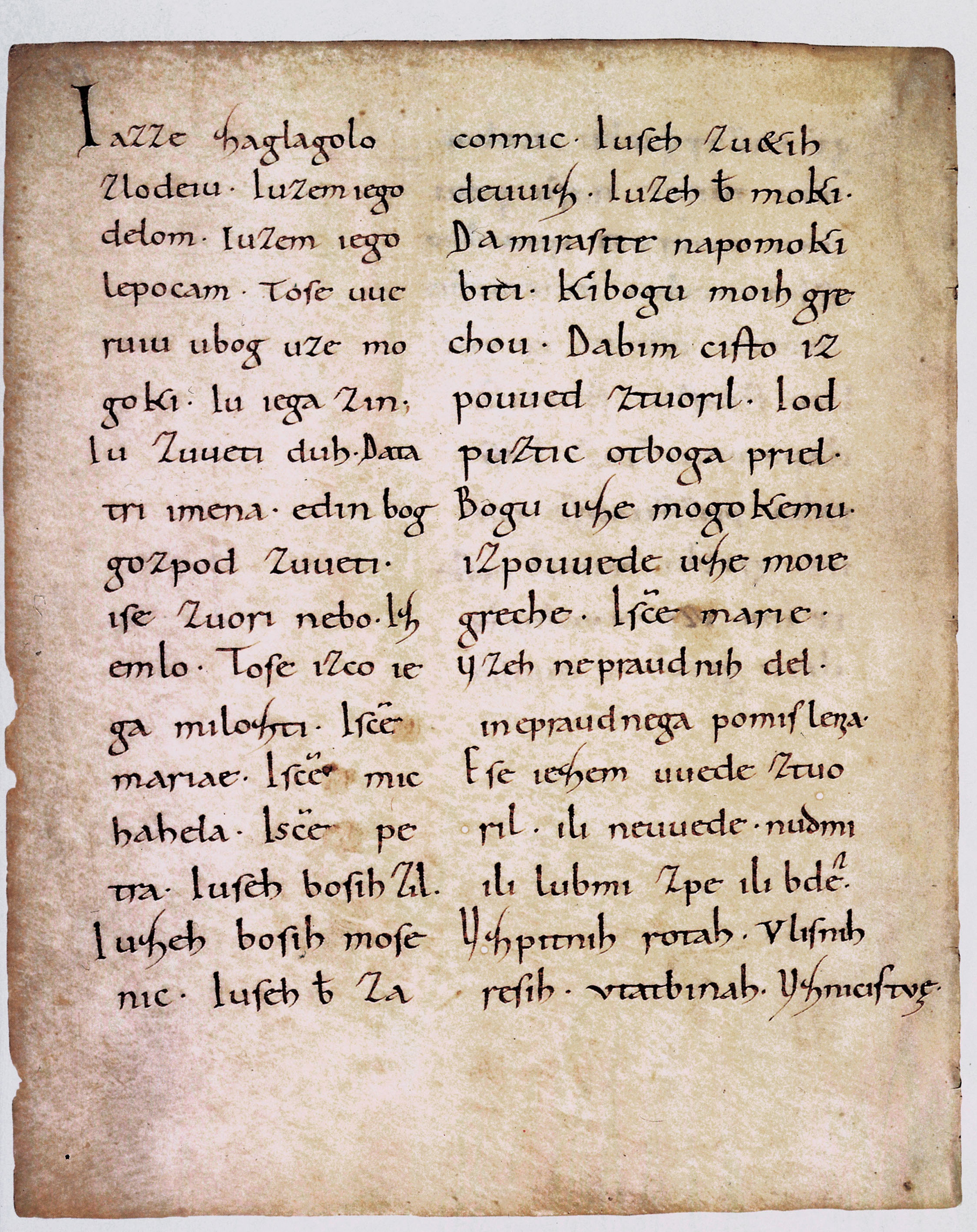
Pagina del Codex Abrogans

Appartenente alle stirpe nobiliare bavara degli Huosi e Fagana, si formò e prese i voti all'interno dell'Ordine benedettino. Inizialmente prete e notaio sotto il vescovo Giuseppe di Frisinga, nel 763 divenne abate dell'appena fondata abbazia di Scharnitz. Nel 764 succedette a Giuseppe nella carica di vescovo di Frisinga.
Suoi successori sulla cattedra vescovile sarebbero stati Atto e poi Hitto e, di seguito, il nipote di quest'ultimo Erchanbert, tutti appartenenti alla dinastia degli Huosi.
Durante la reggenza di Aribo fu fondato, nel 769, il monastero di San Candido.
Aribo è considerato il più antico autore conosciuto in lingua tedesca e gli è tradizionalmente attribuita la composizione del Codex Abrogans, un dizionario bilingue in latino e alto tedesco antico, il più antico testo in tedesco esistente. È anche noto anche per aver scritto la Vita Corbiniani, agiografia del suo predecessore Corbiniano di Frisinga. Corbiniano fu sepolto dapprima nei dintorni di Merano, terra natale di Aribo di Frisinga nell'odierno Alto Adige e traslato poi a Frisinga prima della caduta del Regno Longobardo.
Il corpo di Aribo è sepolto ancora oggi a Frisinga.

## Opere
- Arbeonis episcopi Frisingensis vitae et sanctorum Haimhrammi Corbiniani
- Codex Abrogans (attribuito)